# Synidotea laevidorsalis
Synidotea laevidorsalis är en kräftdjursart som först beskrevs av Edward John Miers 1881.
Synidotea laevidorsalis ingår i släktet Synidotea och familjen tånglöss. Inga underarter finns listade i Catalogue of Life.